# Ascensão de Hitler ao poder

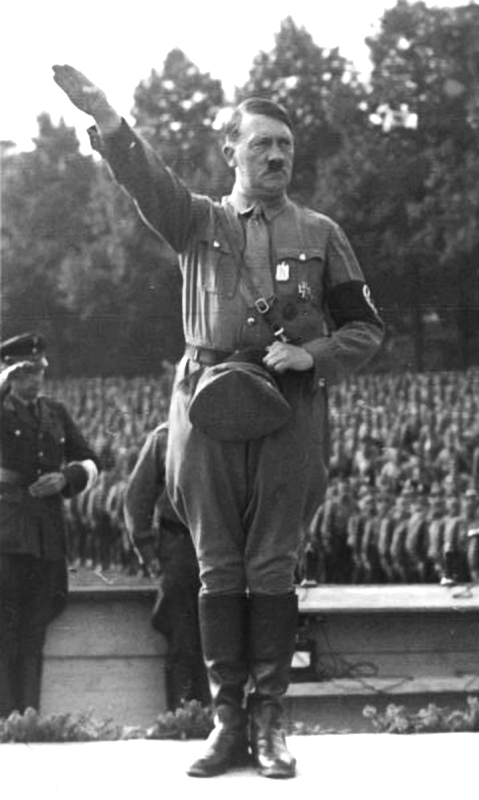
Hitler tornou-se o primeiro chefe de Estado alemão a receber o título de Führer und Reichskanzler, em 1934.

A ascensão de Adolf Hitler ao poder começou na Alemanha em setembro de 1919, quando Hitler juntou-se ao partido político conhecido como o Deutsche Arbeiterpartei (abreviado como DAP - Partido Alemão dos Trabalhadores); o nome foi mudado em 1920 para Nationalsozialistische Deutsche Arbeiterpartei (Partido Nacional-Socialista dos Trabalhadores Alemães, mais conhecido como Partido Nazista).
Fatores como o início da Grande Depressão (1929), desemprego maciço, as humilhações do Tratado de Versalhes (1919), o descontentamento social com o regime democrático ineficaz, o apoio do povo alemão aos partidos nacionalistas e o temor de uma revolução socialista levaram a alta burguesia alemã, empresários e o clero a apoiarem a extrema-direita do espectro político, optando por extremistas de partidos como o Partido Nazista.

## Histórico
De 1925 a 1930, o governo alemão passou de uma democracia para um regime conservador-nacionalista do presidente e herói da Primeira Guerra Mundial, Paul von Hindenburg, que se opôs à natureza liberal democrática da República de Weimar. O partido que apoiou um estado mais autoritário foi o Partido Popular. No entanto, depois de 1929 o público passou a apoiar os nacionalistas mais radicais cada vez mais.
Nas eleições de 1928, quando as condições econômicas tinham melhorado após o fim da hiperinflação de 1922-23, os nazistas ganharam apenas 12 lugares no Reichstag. Após a Grande Depressão nas eleições de 1930, eles ganharam 107 lugares, tornando-se o segundo maior partido parlamentar. Após as eleições de julho de 1932, os nazistas tornaram-se o maior partido no Reichstag, com 230 lugares. Porém, o Partido Nazista não conseguiu uma maioria parlamentar até a nomeação de Hitler como chanceler da Alemanha. Hindenburg mostrou-se relutante em dar qualquer significativo poder para Hitler, mas o ex-chanceler Franz von Papen e Hitler trabalharam em uma aliança entre os nazistas e o DNVP com a intenção de criar um regime autoritário e organizado: a fim de controlar Hitler, foi nomeado um gabinete ministerial que permitiria que Hitler assumisse o cargo de chanceler sujeito ao controle dos conservadores tradicionais, sendo que os nazistas seriam uma minoria no gabinete. Após tentativas do general Kurt von Schleicher para formar um governo viável, von Schleicher colocou pressão em Hindenburg por intermédio de seu filho Oskar von Hindenburg para eleger Hitler chanceler, bem como intrigas do ex-chanceler Franz von Papen, líder do Partido do Centro Católico. Assim, em 30 de janeiro de 1933 Adolf Hitler foi nomeado chanceler da Alemanha (Reichskanzler) por Hindenburg (a Machtergreifung), sendo o gabinete ministerial em seguida dissolvido por Hitler.
Embora os nazistas tivessem ganho a maior parte dos votos nas duas eleições gerais do Reichstag em 1932, não tinham maioria, e apenas uma pequena parcela no parlamento aceitava suas propostas, o DNVP-NSDAP. Na noite de 27 de fevereiro de 1933, o edifício do Reichstag foi incendiado e o holandês comunista Marinus van der Lubbe foi encontrado no interior do edifício. Segundo testemunhas, Lubbe foi encontrado extremamente vermelho, completamente fora de si, e gritava sem parar a palavra "Revolução! Revolução!". Ele foi preso e acusado de iniciar o incêndio. O evento teve um efeito imediato sobre milhares de anarquistas, socialistas e comunistas em todo o Reich, muitos dos quais foram enviados para o campo de concentração de Dachau. Os alemães passaram a se perguntar se o incêndio seria um sinal para iniciar uma revolução comunista.
Durante o mesmo ano de 1933, o Partido Nazista eliminara toda a oposição. Os socialdemocratas (SPD), apesar dos esforços para apaziguar Hitler, foram proibidos no parlamento em junho. Entre junho e julho os Nacionalistas (DNVP), o Partido Popular (DVP) e o Partido do Estado (DStP) foram desmantelados. O Partido do Centro Católico dissolveu-se em 5 de julho de 1933. Em 14 de julho de 1933 a Alemanha foi oficialmente declarada um estado de partido único por um decreto-lei:
| “ | O Partido Nacional-Socialista dos Trabalhadores Alemães constitui o único partido político da Alemanha. Aquele que tentar manter ou formar um novo partido será punido com trabalhos forçados por três anos ou com prisão de seis meses a três anos, se a ação não estiver sujeita a penalidade maior, em conformidade com outros regulamentos. | ” |

O Reichstag aprovou em 24 de maio de 1933 o Ato de Autorização pelo qual transmitia suas funções legislativas ao poder executivo - no caso Hitler. Durante o regime nazista, o Reichstag reuniu-se em torno de doze vezes, nunca sustentou debates, votações, ou discursos — com exceção dos de Hitler –, tendo aprovado somente quatro leis (a Lei de Reconstrução de 30 de maio de 1934 — no qual abolia a autonomia dos estados da Alemanha –, e as três leis antissemitas de Nuremberg em 15 de novembro de 1935). Inúmeros ministérios deixaram de se reunir no regime nazista — embora continuassem existindo na teoria — como o Conselho Secreto do Gabinete (Geheimer Kabinettsrat) e o Conselho de Defesa do Reich (Reichsverteidigungsrat), cujas funções passaram a ser executadas por Hitler.
Com a morte de Hindenburg em 2 de agosto de 1934, Hitler fundiria os cargos de Reichspräsident e Reichskanzler no novo título Führer und Reichskanzler, tornando-se chefe das forças armadas, com o exército passando à prestar um juramento de fidelidade à Hitler. Em outubro de 1933, a Alemanha retirou-se da Sociedade das Nações, uma organização que Hitler desprezava. A Alemanha, por fim, transformou-se em um estado nacionalista, onde não-arianos e oponentes do nazismo eram excluídos da administração, e o sistema judiciário tornou-se subserviente ao nazismo. Campos de concentração foram criados para receber prisioneiros políticos, sendo durante a Segunda Guerra Mundial utilizados para reunir judeus, ciganos e eslavos e outros grupos considerados "inferiores" pelos nazistas.